# Jahméne Douglas
Jahméne Douglas, né le 26 février 1991, est un chanteur britannique, issu de la neuvième saison du télé-crochet britannique The X Factor, dont il termine deuxième, derrière le gagnant James Arthur. En décembre 2012, il signe un contrat avec Sony Music. En juillet 2013, il sort son premier album studio, Love Never Fails, qui se classe à la première place du UK Albums Chart et comprend des apparitions de Nicole Scherzinger, dans un duo sur « The Greatest Love of All “, et de Stevie Wonder, qui prête ses talents d'harmoniciste sur ” Give Us This Day ». En septembre 2014, Jahméne a signé son deuxième contrat avec le label indépendant Moonshot Music et a publié son deuxième album, Unfathomable Phantasmagoria, en septembre 2016. 

## Discographie

### Albums
| Titre            | Détails                                                                          | Classement | Classement | Classement | Certifications |
| Titre            | Détails                                                                          | UK         | IRE        | SCO        | Certifications |
| ---------------- | -------------------------------------------------------------------------------- | ---------- | ---------- | ---------- | -------------- |
| Love Never Fails | - Released: 22 juillet 2013 - Label: RCA Records - Formats: CD, digital download | 1          | 30         | 1          | - UK: Silver   |
| Second album     | - Released: Summer 2014 - Label: RCA Records - Formats: CD, digital download     | —          | —          | —          |                |

### Singles
| Année | Single        | Classement | Album            |
| Année | Single        | UK         | Album            |
| ----- | ------------- | ---------- | ---------------- |
| 2013  | Titanium      | 94         | Love Never Fails |
| 2013  | Forever Young | —          | Love Never Fails |